# Dominic Maroh
Dominic Maroh (ur. 4 marca 1987 w Nürtingen) – piłkarz niemiecki pochodzenia słoweńskiego grający na pozycji środkowego obrońcy.  Od 2012 roku jest zawodnikiem klubu 1. FC Köln.

## Kariera klubowa
Karierę piłkarską Maroh rozpoczął w klubie TSV Neckartailfingen. Następnie w 2000 roku podjął treningi w SSV Reutlingen 05. W 2006 roku awansował do kadry pierwszej drużyny, grającej w niemieckiej Regionallidze. Zadebiutował w niej 26 listopada 2006 w wygranym 2:0 domowym meczu z 1. FC Kaiserslautern II. W Reutlingen grał do końca sezonu 2007/2008.
W 2008 roku Maroh przeszedł do 1. FC Nürnberg. 7 listopada 2008 zadebiutował w nim w 2. Bundeslidze w zremisowanym 0:0 domowym meczu z FSV Frankfurt. Na koniec sezonu 2008/2009 awansował z Nürnberg do pierwszej ligi.
W 2012 roku Maroh odszedł do 1. FC Köln.
| Sezon   | Klub              | Kraj   | Rozgrywki     | Mecze | Bramki |
| ------- | ----------------- | ------ | ------------- | ----- | ------ |
| 2006/07 | SSV Reutlingen 05 | Niemcy | Regionalliga  | 2     | 0      |
| 2007/08 | SSV Reutlingen 05 | Niemcy | Regionalliga  | 11    | 1      |
| 2008/09 | 1. FC Nürnberg    | Niemcy | 2. Bundesliga | 20    | 1      |
| 2008/09 | 1. FC Nürnberg II | Niemcy | Regionalliga  | 8     | 0      |
| 2009/10 | 1. FC Nürnberg    | Niemcy | Bundesliga    | 26    | 1      |
| 2010/11 | 1. FC Nürnberg    | Niemcy | Bundesliga    | 8     | 0      |
| 2011/12 | 1. FC Nürnberg    | Niemcy | Bundesliga    | 21    | 1      |
| 2012/13 | 1. FC Köln        | Niemcy | 2. Bundesliga | 32    | 2      |
| 2013/14 | 1. FC Köln        | Niemcy | 2. Bundesliga | 33    | 0      |
| 2014/15 | 1. FC Köln        | Niemcy | Bundesliga    | 29    | 1      |
| 2015/16 | 1. FC Köln        | Niemcy | Bundesliga    | 25    | 2      |
| 2016/17 | 1. FC Köln        | Niemcy | Bundesliga    | 2     | 0      |

## Kariera reprezentacyjna
W reprezentacji Słowenii Maroh zadebiutował 15 sierpnia 2012 w wygranym 4:3 towarzyskim meczu z Rumunią.